# Canton City
La ville de Canton City est située dans le comté de Pembina, dans l’État du Dakota du Nord, aux États-Unis. Lors du recensement de 2010, sa population s’élevait à 45 habitants.

## Histoire
Canton City a été fondée en 1882 sous le nom de Canton Village.

## Démographie
| Groupe            | Canton City | Dakota du Nord | États-Unis |
| ----------------- | ----------- | -------------- | ---------- |
| Blancs            | 97,8        | 90,0           | 72,4       |
| Métis             | 2,2         | 1,8            | 2,9        |
| Autres            | 0           | 8,2            | 24,7       |
| Total             | 100         | 100            | 100        |
|                   |             |                |            |
| Latino-Américains | 0           | 2,0            | 16,7       |

Selon l'American Community Survey, pour la période 2011-2015, 100 % de la population âgée de plus de 5 ans déclare parler l'anglais à la maison.
| 1900 | 1910 | 1920 | 1930 | 1940 | 1950 |
| ---- | ---- | ---- | ---- | ---- | ---- |
| 98   | 115  | 101  | 125  | 148  | 139  |

| 1960 | 1970 | 1980 | 1990 | 2000 | 2010 |
| ---- | ---- | ---- | ---- | ---- | ---- |
| 130  | 81   | 68   | 64   | 42   | 45   |

## Source
- (en) Cet article est partiellement ou en totalité issu de l’article de Wikipédia en anglais intitulé « Canton City, North Dakota » (voir la liste des auteurs).